# Jozef Verachtert
Jozef Verachtert (* 20. August 1932 in Oevel; † 17. Januar 1967 in Geel) war ein belgischer Radrennfahrer.
Jozef Verachtert war Profi-Radrennfahrer von 1955 bis 1967. Er war der typische belgische Spezialist für sogenannte Kirmesrennen, von denen er zahlreiche bestritt und 24 gewann. 1964 siegte er im Omloop van de Fruitstreek. Sein größter Erfolg war 1961 der neunte Platz bei Bordeaux–Paris. 1962 wurde er belgischer Meister im Steherrennen. Zudem startete er bei zwölf Sechstagerennen.
Verachtert starb im Alter von 34 Jahren, nachdem er im Verlauf einer ehelichen Auseinandersetzung zunächst seine Frau erwürgt hatte und dann seinem Leben selbst ein Ende setzte.